# KIRAMEKI☆ライフライン
「KIRAMEKI☆ライフライン」は、春奈るなの11枚目のシングル。2017年11月8日にSACRA MUSICから発売された。

## 概要
前作「ステラブリーズ」から約6ヶ月ぶり、SACRA MUSIC移籍後2枚目のシングルである。
販売形態は初回生産限定盤、通常盤、期間生産限定盤の3種リリースで、春奈自身が声優として主役を担当しているテレビアニメ『URAHARA』のエンディングテーマである「KIRAMEKI☆ライフライン」と、「 Baby, maybe」，「Flutter」のほか、初回生産限定盤と通常盤には「KIRAMEKI☆ライフライン」のインスツルメント、期間生産限定盤にはテレビサイズバージョンの計4曲が収録されている。
初回生産限定盤には「KIRAMEKI☆ライフライン」のMusic Videoとそのメイキング映像が、期間生産限定盤にはTVアニメ『URAHARA』ノンクレジットエンディング映像が収録されている。
「KIRAMEKI☆ライフライン」は春奈るな自身が主人公として声優に挑戦している10月クール新作アニメ『URAHARA』のエンディングテーマである。新進気鋭のジャズバンド「TRI4TH」から、織田祐亮(Tp)と藤田淳之介(Sax)をフィーチャーした、ジャジーなホーンセクションとロックギターとデジタルシーケンスがバトルを繰り広げる、新境地ドタバタポップになっている。春奈るな自身も、「この曲は『かわいいんだけどかっこいい』という二重(ふたえ)に捉えられる楽曲で、『URAHARA」のエンディング映像ともそこがシンクロしていると思っています。映像自体はデフォルメチックでかわいいのですが、りととまりとことこの影がスクーパーズを追い詰めるシーンなど、かっこいいなと思う部分も含まれていて。楽曲の甘辛な部分が映像とマッチングしていて、「URAHARA」らしさと「KIRAMEKI☆ライフライン」らしさがミックスされている映像という感じがしました。」と語っている。
また、カップリング曲には、爽やかなコーラスが印象的な「Baby, maybe」(TOKYO MX / MUSIC ON! TV「LisAni！NAVI」テーマソング)と、リアルとバーチャルの乖離とジレンマを描いた「Flutter」を収録している。

## シングル収録内容

### 初回生産限定盤・通常盤
| #         | タイトル                                | 作詞          | 作曲      | 編曲      | 時間  |
| --------- | --------------------------------------- | ------------- | --------- | --------- | ----- |
| 1.        | 「KIRAMEKI☆ライフライン」               | 春奈るな,Saku | Saku      | Saku      | 3:44  |
| 2.        | 「Baby, maybe」                         | 唐沢美帆      | 山下洋介  | 山下洋介  | 4:20  |
| 3.        | 「Flutter」                             | 渡辺翔        | 渡辺翔    | 河田貴央  | 4:06  |
| 4.        | 「KIRAMEKI☆ライフライン」(Instrumental) |               |           |           | 3:43  |
| 合計時間: | 合計時間:                               | 合計時間:     | 合計時間: | 合計時間: | 15:53 |

| #  | タイトル                                  | 作詞 | 作曲・編曲 |
| -- | ----------------------------------------- | ---- | ---------- |
| 1. | 「KIRAMEKI☆ライフライン」(Music Video)    |      |            |
| 2. | 「The Making of "KIRAMEKI☆ライフライン"」 |      |            |

### 期間生産限定盤
| #         | タイトル                           | 作詞  | 作曲・編曲 | 時間 |
| --------- | ---------------------------------- | ----- | ---------- | ---- |
| 1.        | 「KIRAMEKI☆ライフライン」          |       |            | 3:44 |
| 2.        | 「Baby, maybe」                    |       |            | 4:20 |
| 3.        | 「Flutter」                        |       |            | 4:06 |
| 4.        | 「KIRAMEKI☆ライフライン」(TV Size) |       |            | 1:29 |
| 合計時間: | 合計時間:                          | 13:39 |            |      |

| #  | タイトル                                              | 作詞 | 作曲・編曲 |
| -- | ----------------------------------------------------- | ---- | ---------- |
| 1. | 「TVアニメ「URAHARA」ノンクレジットエンディング映像」 |      |            |